# Martín Zilic
Martín Nicolás Zilic Hrepic (Calama, 22 de abril de 1947) es un médico, académico y político democratacristiano chileno de origen croata. Fue ministro de Educación durante el primer gobierno de la presidenta Michelle Bachelet, entre marzo y julio de 2006.

## Biografía
Hijo de croatas, cursó la enseñanza media en el Colegio San Luis de Antofagasta. Se tituló luego como médico cirujano de la Universidad de Concepción en enero de 1976. Obtuvo un master of science, con mención en cirugía general de la Universidad Católica de Lovaina, Bélgica, y un master of science, con mención en cuidados intensivos y reanimación en la misma institución, en 1983.
Entre 1992 y 1994 se desempeñó como director del Hospital Clínico Regional de Concepción. Ejerció como intendente de la Región del Biobío durante el Gobierno de su amigo personal Eduardo Frei Ruiz-Tagle (1994-2000).
De regreso a la actividad académica, entre los años 2000 y 2005, impulsó la creación del Centro de Biotecnología de la Universidad de Concepción, del que fue su primer director. Organizó con la Onudi el Primer Foro Global de Biotecnología, que se realizó en Concepción entre el 2 y 5 de marzo de 2004.
En marzo de 2006, Bachelet le pidió asumir como ministro de Educación. A los pocos meses de iniciar esa labor le tocó enfrentar las más serias protestas estudiantiles de los últimos treinta años en Chile, producto del descontento de los estudiantes con la educación pública que recibían en los liceos a cargo de las distintas comunas del país.
La presidenta le solicitó su renuncia el 14 de julio de 2006. Junto a él abandonaron sus puestos Andrés Zaldívar (Interior) e Íngrid Antonijevic (Economía, Fomento y Reconstrucción). Tras ello volvió a la Universidad de Concepción.
En 2011 intentó infructuosamente ser el candidato de su partido a la alcaldía de Concepción.
Es casado en segundas nupcias con María Soledad Biel de la Maza.